# Akujävri
Akujävri eller Ahkojavri är en sjö i Finland. Den ligger i kommunen Utsjoki i landskapet Lappland, i den norra delen av landet, 1 000 km norr om huvudstaden Helsingfors. Akujävri ligger 350,1 meter över havet. Arean är 26 hektar och strandlinjen är 4,19 kilometer lång. Sjön  ingår i Tana älvs huvudavrinningsområde.   Omgivningarna runt Akujävri är i huvudsak ett öppet busklandskap.